# Parchi nazionali della Repubblica Dominicana
I parchi nazionali della Repubblica Dominicana sono stati istituiti come "aree naturali terrestri e/o marine designate per proteggere l'integrità ecologica di uno o più ecosistemi con o senza copertura boschiva a beneficio delle generazioni presenti e future, escludere le colture e attività intensive che alterano gli ecosistemi, fornire le basi per la creazione di opportunità di svago culturale, di attività scientifiche, educative, ricreative e turistiche".
Complessivamente i parchi nazionali occupano una superficie di 10 250 km², pari al 21% della superficie totale dello stato caraibico. Nel 2004 sono stati istituiti inoltre due parchi sottomarini.

## Lista dei parchi nazionali
| Codice  | Nome                                            | Provincia                                 | Area (ha) | Anno | Localizzazione                                                                                | Immagine | Collegamento |
| ------- | ----------------------------------------------- | ----------------------------------------- | --------- | ---- | --------------------------------------------------------------------------------------------- | -------- | ------------ |
| II.A.1  | Parco nazionale Armando Bermúdez                | Santiago                                  | 90 275    | 1956 | Mappa di localizzazione: Repubblica Dominicana · Parchi nazionali della Repubblica Dominicana |          |              |
| II.A.2  | Parco nazionale José del Carmen Ramírez         | San Juan                                  | 74 971    | 1958 | Mappa di localizzazione: Repubblica Dominicana · Parchi nazionali della Repubblica Dominicana |          |              |
| II.A.3  | Parco nazionale Nalga de Maco                   | Elías Piña                                | 16 646    | 1995 | Mappa di localizzazione: Repubblica Dominicana · Parchi nazionali della Repubblica Dominicana |          |              |
| II.A.4  | Parco nazionale Loma la Humeadora               | Peravia San Cristóbal San José de Ocoa    | 4 078     | 1996 | Mappa di localizzazione: Repubblica Dominicana · Parchi nazionali della Repubblica Dominicana |          |              |
| II.A.5  | Parco nazionale Lago Enriquillo e Isla Cabritos | Independencia Baoruco                     | 40 493    | 1974 | Mappa di localizzazione: Repubblica Dominicana · Parchi nazionali della Repubblica Dominicana |          |              |
| II.A.6  | Parco nazionale Valle Nuevo                     | La Vega Azua San José de Ocoa             | 90 630    | 1996 | Mappa di localizzazione: Repubblica Dominicana · Parchi nazionali della Repubblica Dominicana |          |              |
| II.A.7  | Parco nazionale Sierra Martín García            | Barahona Azua                             | 24 100    | 1997 | Mappa di localizzazione: Repubblica Dominicana · Parchi nazionali della Repubblica Dominicana |          |              |
| II.A.8  | Parco nazionale Sierra de Bahoruco              | Pedernales Independencia Barahona         | 109 182   | 1983 | Mappa di localizzazione: Repubblica Dominicana · Parchi nazionali della Repubblica Dominicana |          |              |
| II.A.9  | Parco nazionale Cabo Cabrón                     | Samaná                                    | 3 562     | 1996 | Mappa di localizzazione: Repubblica Dominicana · Parchi nazionali della Repubblica Dominicana |          |              |
| II.A.10 | Parco nazionale Sierra de Neiba                 | Independencia Elías Piña San Juan Baoruco | 18 300    | 1996 | Mappa di localizzazione: Repubblica Dominicana · Parchi nazionali della Repubblica Dominicana |          |              |
| II.A.11 | Parco nazionale Los Haitises                    | Samaná Hato Mayor Monte Plata Duarte      | 60 038    | 1968 | Mappa di localizzazione: Repubblica Dominicana · Parchi nazionali della Repubblica Dominicana |          |              |
| II.A.12 | Parco nazionale El Morro                        | Montecristi                               | 1 836     | ?    | Mappa di localizzazione: Repubblica Dominicana · Parchi nazionali della Repubblica Dominicana |          |              |
| II.A.13 | Parco nazionale Cotubanamá                      | La Altagracia                             | 41 894    | 1975 | Mappa di localizzazione: Repubblica Dominicana · Parchi nazionali della Repubblica Dominicana |          |              |
| II.A.14 | Parco nazionale Jaragua                         | Pedernales                                | 153 500   | 1983 | Mappa di localizzazione: Repubblica Dominicana · Parchi nazionali della Repubblica Dominicana |          |              |
| II.A.15 | Parco nazionale Manglares de Estero Balsa       | Montecristi                               | 5 679     | 2004 | Mappa di localizzazione: Repubblica Dominicana · Parchi nazionali della Repubblica Dominicana |          |              |
| II.A.16 | Parco nazionale Manglares del Bajo Yuna         | Samaná Duarte                             | 12 115    | 2004 | Mappa di localizzazione: Repubblica Dominicana · Parchi nazionali della Repubblica Dominicana |          |              |
| II.A.17 | Parco nazionale Humedales del Ozama             | Santo Domingo                             | 46 200    | 2004 | Mappa di localizzazione: Repubblica Dominicana · Parchi nazionali della Repubblica Dominicana |          |              |
| II.A.18 | Parco nazionale La Hispaniola                   | Puerto Plata                              | 5 483     | 2009 | Mappa di localizzazione: Repubblica Dominicana · Parchi nazionali della Repubblica Dominicana |          |              |
| II.A.19 | Parco nazionale Saltos de la Jalda              | Hato Mayor                                | 3 640     | 2009 | Mappa di localizzazione: Repubblica Dominicana · Parchi nazionali della Repubblica Dominicana |          |              |
| II.A.20 | Parco nazionale Máximo Gómez                    | San Cristóbal Peravia                     | 4 229     | 2009 | Mappa di localizzazione: Repubblica Dominicana · Parchi nazionali della Repubblica Dominicana |          |              |
| II.A.21 | Parco nazionale La Gran Sabana                  | Independencia Baoruco                     | 1 950     | 2009 | Mappa di localizzazione: Repubblica Dominicana · Parchi nazionali della Repubblica Dominicana |          |              |
| II.A.22 | Parco nazionale Anacaona                        | Azua San Juan Baoruco Barahona            | 53 893    | 2009 | Mappa di localizzazione: Repubblica Dominicana · Parchi nazionali della Repubblica Dominicana |          |              |
| II.A.23 | Parco nazionale Luís Quin                       | San Cristóbal Peravia San José de Ocoa    | 30 752    | 2009 | Mappa di localizzazione: Repubblica Dominicana · Parchi nazionali della Repubblica Dominicana |          |              |
| II.A.24 | Parco nazionale Aniana Vargas                   | Sánchez Ramírez                           | 12 960    | 2009 | Mappa di localizzazione: Repubblica Dominicana · Parchi nazionali della Repubblica Dominicana |          |              |
| II.A.25 | Parco nazionale Manolo Tavárez Justo            | Santiago Santiago Rodríguez               | 35 174    | 2011 | Mappa di localizzazione: Repubblica Dominicana · Parchi nazionali della Repubblica Dominicana |          |              |
| II.A.26 | Parco nazionale Picky Lora                      | Santiago Santiago Rodríguez               | 11 228    | 2009 | Mappa di localizzazione: Repubblica Dominicana · Parchi nazionali della Repubblica Dominicana |          |              |
| II.A.27 | Parco nazionale Francisco Alberto Caamaño Deñó  | Azua                                      | 58 750    | 2009 | Mappa di localizzazione: Repubblica Dominicana · Parchi nazionali della Repubblica Dominicana |          |              |
| II.A.28 | Parco nazionale Baiguate                        | La Vega                                   | 5 244     | 2009 | Mappa di localizzazione: Repubblica Dominicana · Parchi nazionali della Repubblica Dominicana |          |              |
| II.A.29 | Parco nazionale Punta Espada                    | La Altagracia                             | 8 220     | 2009 | Mappa di localizzazione: Repubblica Dominicana · Parchi nazionali della Repubblica Dominicana |          |              |
| Totale  | Totale                                          | Totale                                    | 1 025 022 |      |                                                                                               |          |              |

## Parchi nazionali sottomarini
| Codice | Nome                                  | Provincia     | Area (ha) | Anno | Localizzazione                                                                                | Immagine | Collegamento |
| ------ | ------------------------------------- | ------------- | --------- | ---- | --------------------------------------------------------------------------------------------- | -------- | ------------ |
| II.B.1 | Parco nazionale Monte Cristi          | Montecristi   | 24 664    | 2004 | Mappa di localizzazione: Repubblica Dominicana · Parchi nazionali della Repubblica Dominicana |          |              |
| II.B.2 | Parco nazionale sottomarino La Caleta | Santo Domingo | 21 100    | 2004 | Mappa di localizzazione: Repubblica Dominicana · Parchi nazionali della Repubblica Dominicana |          |              |
| Totale | Totale                                | Totale        | 45 764    |      |                                                                                               |          |              |